# 穴ねのね
『穴ねのね』（あなねのね）は、2001年10月4日から2002年9月26日まで関西テレビで放送されたトークバラエティ番組である。放送時間は毎週木曜 24:40 - 25:10。

## 概要・番組内容
毎回、同一の職業に就いている3人のゲストをスタジオに招き、各業界の裏話を聞き出していた深夜番組。他局で放送されているトークバラエティ番組『タレコミ』（テレビ東京）や『Oh!どや顔サミット』（テレビ東京）のコンセプトに近い。
番組タイトルは「あのねのね」のもじり。

## 出演者
- 原田伸郎（あのねのね）
- ひさうちみちお（漫画家）
- 藤本景子（関西テレビアナウンサー） - ナレーター

## スタッフ
- 題字：俵越山（越前屋俵太）
- TD／SW：片山勝（KTV）
- CAM：西村武純（KTV）
- VE：高橋辰夫（KTV）
- MIX：椎畑章（KTV）
- LD：松浦忠彦（KTV）
- 編集：岡元裕次
- MA：橋本佳樹（KTV）
- 効果：藤澤康太
- 美術プロデューサー：谷光代（KTV）
- デザイン：井内克信
- 美術進行：青木繁
- 装置：山本達雄
- 装飾：青野仁美
- 電飾：和田剛
- 衣装：岡本忠治
- メイク：趙明起
- タイトル：河合立史
- スチール：軽澤政美
- 技術協力：大阪共立、榊原テレビ機配、イングス、ケネックジャパン
- 編成：古市忠嗣（KTV）
- 広報：大村貴子（KTV）
- 構成：上田信彦、東江和佳子
- ディレクター：長谷川由紀（KTV）、中野公樹（officeくじら）、重信好輝（スタッフ21）
- プロデューサー／演出：武藤良博（KTV）
- プロデューサー：古江薫（KTV）
- 制作著作：関西テレビ

## 備考
- 初回は2001年10月4日 24:40 - 25:10に放送される予定だったが、その前の時間帯に放送されていたプロ野球・ヤクルトスワローズのセントラル・リーグ優勝決定試合の中継が1時間25分と大幅に延長されたことから、26:05 - 26:35にまでずれ込んだ。